# Georg Hermann Quincke
Georg Hermann Quincke, född den 19 november 1834 i Frankfurt an der Oder, död den 13 januari 1924 i Heidelberg, var en tysk fysiker, bror till Heinrich Quincke. 
Quincke promoverades 1859 till filosofie doktor vid Berlins universitet efter studier i Berlin, Königsberg och Heidelberg. Han utnämndes till extra ordinarie professor i fysik i Berlin 1865, till ordinarie professor i samma ämne i Würzburg 1872 och i Heidelberg 1875. Quincke utförde ett stort antal värdefulla undersökningar, vilka huvudsakligen avhandlade kapillärfenomenen, ljusets böjning, interferens och reflexion samt elektriska företeelser. Quincke konstruerade Quinckes rör som kan användas för att ta reda på ljudets hastighet genom att våginterferens uppstår.